# 化勒
化勒（英語：Vual），为所羅門七十二柱魔神中排第47位的魔神，位階公爵，統帥37個軍團。別名「瓦爾」（Wall）。能夠令召喚者奪得女性的愛，本身還通曉古今，可預言未來，平抑仇恨。

## 流行文化
- 在日本漫画《机动战士高達 铁血的孤兒 月鋼》中为羅瑟瑞·里昂尼驾驶机体的名字，机体编号（ASW-G-47）亦对应其在七十二柱魔神之中的排名，所属方为長生幫。